# Masoreten
Die Masoreten (hebräisch בעלי המסורה ba'ale hammasora, deutsch ‚Herren der Überlieferung‘, von aramäisch mesăr „überliefern“) sind die Überlieferer der Hebräischen Bibel im Judentum.
Im engeren Sinn werden diejenigen Gelehrten als Masoreten bezeichnet, die etwa zwischen 780 und 930 in Tiberias den Bibeltext einer sehr genauen Prüfung unterzogen und ein eigenes, hochentwickeltes System zur schriftlichen Fixierung der Textdetails schufen. Sie bedienten sich der bis dahin nur mündlich überlieferten Masora („Überlieferung“), um die traditionelle Akzentsetzung und Vokalisation sowie ein System von schützenden Anmerkungen (Masora parva, magna und finalis) in die Bibelhandschriften einzutragen. Weil die Zeichen für die Akzente und Vokale aus kleinen Punkten und Strichen bestehen, werden sie auch Nakdanim (hebräisch נקדנים), d. h. Punktatoren, genannt.
Der durch die Masoreten fest etablierte Masoretische Text ist bis in die Gegenwart, mit nur minimalen Varianten, der Standardtext aller wissenschaftlichen Ausgaben des Tanach.

## Bekannte Masoreten

### Die ersten Masoreten
Israel Yeivin stellte unter Bezugnahme auf ein Diktum von Elias Levita fest, dass wir „absolut nichts über die Gelehrten wissen, die die immense Arbeit leisteten, deren Früchte die masoretischen Anmerkungen sind“. Nur einige Masoreten der späteren Generationen werden in den Handschriften erwähnt. Diese Erwähnungen verdanken sie bestimmten Sonderlehren in Fragen der Vokalisation oder Akzentsetzung, in denen sie von anderen Autoritäten abwichen. Zu diesen gehören Mosche ben Mocheh (משה בן מוחה), Chabib ben Pipim (חביב בן פיפים), Pinchas, der Vorsteher der Jeschiva (פינחס ראש הישיבה), und Mosche Gamzuz (משה גמזוז).
Einige bekannte Masoreten haben möglicherweise der religiösen Richtung der Karäer angehört, die den Talmud ablehnt. Da der Talmud in den masoretischen Bibelhandschriften so gut wie keine Rolle spielt, ist das gut möglich, aber schwer eindeutig nachzuweisen. Der Ben-Ascher-Text erfreute sich jedenfalls im rabbinischen Judentum ebensogroßer Anerkennung wie unter den Karäern.

### Ben-Ascher und Ben-Naftali
Die bekanntesten Masoreten gehören den beiden in Tiberias wirkenden Masoretenfamilien Ben-Ascher und Ben-Naftali an. Die Differenzen zwischen den beiden Schulen sind im Sefer ha-Chillufim des Mischael ben Uzziel, dem „Buch der Unterschiede“ zwischen Ben-Ascher und Ben-Naftali, tradiert.
In einem Traktat über das Schwa werden fünf Generationen der Ben-Ascher-Familie genannt, die im 8.–10. Jahrhundert gewirkt haben müssen:
Ascher der Alte, der Große, auch Rabbi Ascher genannt, sein Sohn Nechemja, dessen Sohn Ascher dessen Sohn Mosche und dessen Sohn Aharon. Dem Mosche ben Ascher wurde traditionell der Kairoer Prophetenkodex zugeschrieben, was in jüngerer Zeit bestritten worden ist (siehe dort). Dessen Sohn Aaron ben Mosche ben Ascher wirkte in Tiberias in der ersten Hälfte des 10. Jahrhunderts und wurde zur bis heute maßgeblichen masoretischen Autorität. Von ihm stammt die Punktation und Masora des Aleppo-Codex. Sein Text setzte sich gegenüber dem Text Ben-Naftalis durch.
Über die Familie Ben-Naftali ist weniger bekannt. Zeitgenosse von Aaron ben Mosche ben Ascher war Mosche ben David ben Naftali, der ebenfalls in Tiberias wirkte. Meist wird er einfach Ben-Naftali genannt. Es gibt keine Bibelhandschrift, die vollständig mit den Prinzipien übereinstimmt, die nach dem Sefer ha-Chillufim typisch für Ben-Naftali sind. In der Kairoer Geniza wurde eine dem Ben-Naftali zugeschriebene Zusammenstellung der Zahl der Verse der einzelnen Abschnitte und Bücher der Hebräischen Bibel gefunden.

### Weitere Masoragelehrte
Die Arbeit der Masoreten wurde im späteren Mittelalter fortgesetzt: Hier sind Meir ben Todros he-Levi Abulafia (ca. 1180–1244), der Verfasser des nach einem Diktum Rabbi Aqibas benannten Werks Massoret Siyag la-Tora (מסורת סיג לתורה), und Menachem ha-Meiri (1249–1306), der Verfasser von Kirjat Sefer (קרית ספר), zu nennen. Jekutiel ha-Naqdan (12.–13. Jhd.) verfasste die masoretische Abhandlung En ha-Qore (עין הקורא).
Jacob ben Chajim ibn Adonija war derjenige, der im 16. Jahrhundert die erste mit Masora parva, Masora magna und einer ausführlichen Masora finalis versehene Bibelausgabe gedruckt hat. Wichtige masoretische Werke des 16. und 17. Jahrhunderts sind die Massoret ha-Massoret des Elia Levita und Minchat Schai (מנחת שי) von Jedidja Norzi.
Christian David Ginsburg und Gérard E. Weil werden bisweilen als moderne Masoreten bezeichnet.